# Louis Leinenweber
Louis Leinenweber (né le 14 avril 1850 à Pirmasens et mort le 30 octobre 1914 dans la même ville) est un fabricant de cuir et député du Reichstag.

## Biographie
Leinenweber étudie au Progymnasium (de) de Pirmasens et de 1864 à 1866 l'Institut Garnier (de) de Friedrichsdorf près de Bad Homburg vor der Höhe. En 1866, il apprend la fabrication du cuir et en 1870 reprend son usine de cuir à Pirmasens. 1868-1869, il est un volontaire d'un an dans le 5e régiment de chevau-légers bavarois (de), en 1870/71, il participe en tant que lieutenant de réserve dans ce régiment à toutes les batailles du 2e corps d'armée bavarois dans la guerre franco-prussienne, à propos de laquelle il publie un livre en 1911. En 1878, il devient le commandant des pompiers de Pirmasens (de) et en 1902, il fournit le site d'un nouvel orphelinat protestant. À partir de 1879, il est conseiller municipal pendant de nombreuses années et à partir de 1884 également deuxième maire de Pirmasens, en plus il est membre du parlement de l'État bavarois (de) de 1894 à 1899. De 1898 à 1907, il est député du Reichstag pour la 4e circonscription du Palatinat (Deux-Ponts (de), Pirmasens) avec le Parti national-libéral.
Dans la maison de diaconie de Pirmasens, ancien orphelinat protestant, se trouve maintenant une salle Louis Leinenweber. En outre, la rue Leinenweberstraße, dans le quartier de Winzler, porte son nom et mène au sud de l'ancien orphelinat.